# Jógvan Poulsen (1854-1941)
Jógvan Poulsen (født 19. februar 1854 på Svínáir, død 21. januar 1941 på Strendur) var en færøsk lærer, forfatter og politiker (SB).
Han blev født på Svínáir på Eysturoy i 1854, som søn af Birgithe (født Thomasdatter) og Poul Joensen. Forældrene kom oprindelig fra henholdsvis Funningur og Eiði, og Svínáir var endnu en ung niðursetubygd da de bosatte sig der. Jógvan Poulsen voksede op i et fattigt hjem, og tjente til livets ophold som tjenestedreng på gården Látrinan på Eiði. I 1874 drog han til Tórshavn for at skaffe sig en uddannelse.
Poulsen blev lærer fra Føroya Læraraskúli i 1876, og underviste i folkeskolen på Strendur, Selatrað, Morskranes og i Skáli frem til 1917. Han frasagde sig stillingen på grund af sygdom. Han udgav Förisk ABC og lesingabók, en lærebogi færøsk, sammen med C.L. Johannesen i 1891, men denne blev forældet kort tid efter som følge af V.U. Hammershaimbs nye retskrivning. Poulsens Bibliusøga fra 1900 blev et standardværk, eftersom Bibelen ikke var oversat til færøsk endnu. Han var styremedlem i Føroya Lærarafelag 1898–1903 og 1906–1912, senere medlem af skolestyret på Færøyene 1924–1928.
Poulsen var medlem af kommunalbestyrelsen i Eysturoyar prestagjalds kommuna, og senere i Sjóvar kommuna, og var borgmester en periode. Han var indvalgt i Lagtinget fra Eysturoy 1883–1928, fra 1906 tilsluttet Sambandsflokkurin. Han var Højres kandidat til Folketinget fra Færøerne i 1901, men tabte alle valgkredse undtagen Eysturoy til Jóannes Patursson. Stemmetallet i alt var 356 til Patursson og 199 til Poulsen. Poulsen var modstander af parlamentarismen og støttede kongens ret til at udpege ministre, og ønskede ikke den færøske sprogstrid som en sag i valgkampen. Han forsøgte at fremstille sig selv som den jævne borgers kandidat, og Patursson som storbøndernes kandidat. Poulsen lykkedes kun delvis med dette, fordi Højre fremstod som embedsmændenes parti for mange vælgere.
Han blev afbilledet på et færøsk frimærke i 2008.